# Schloss Wättrisch

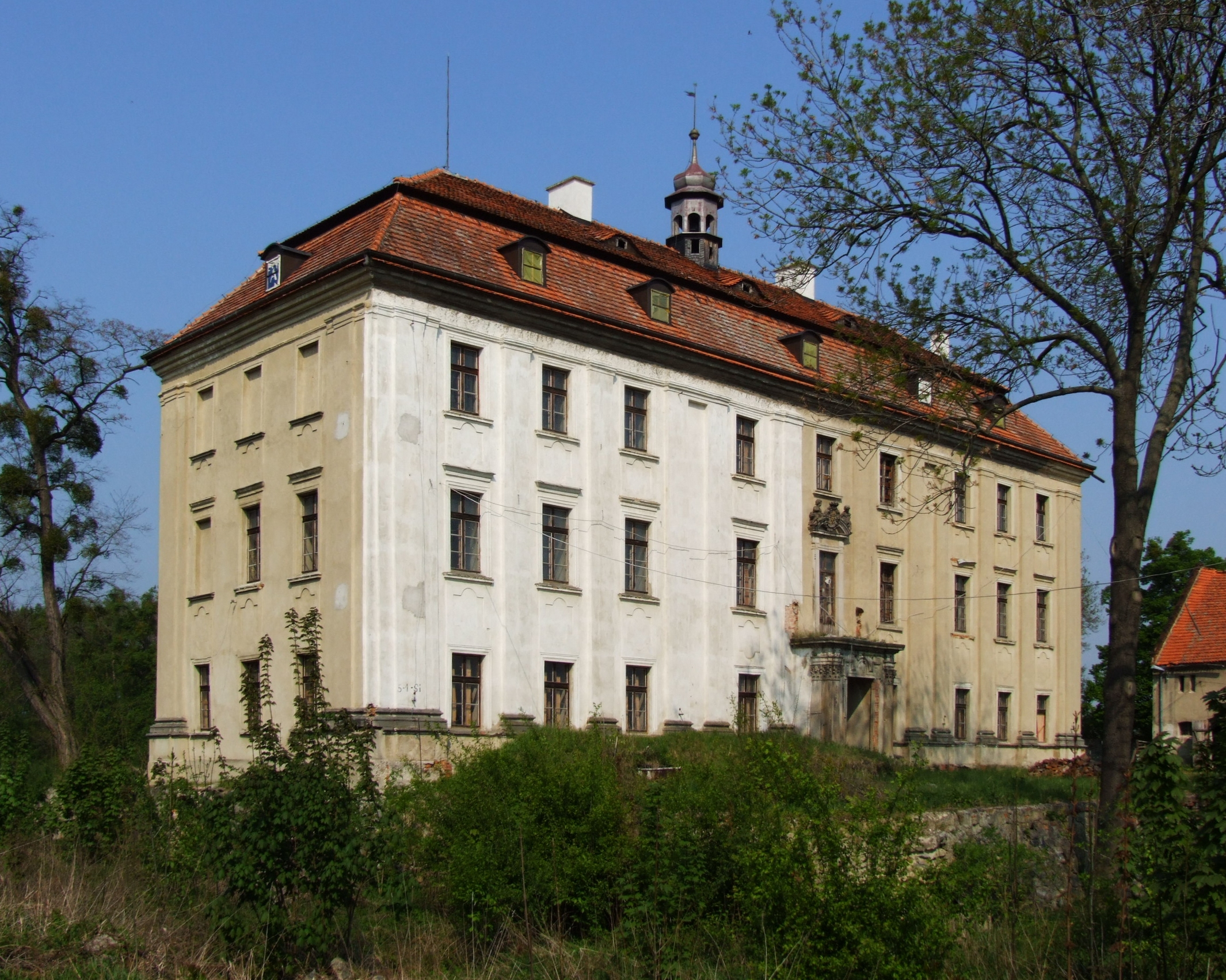
Schloss Wättrisch

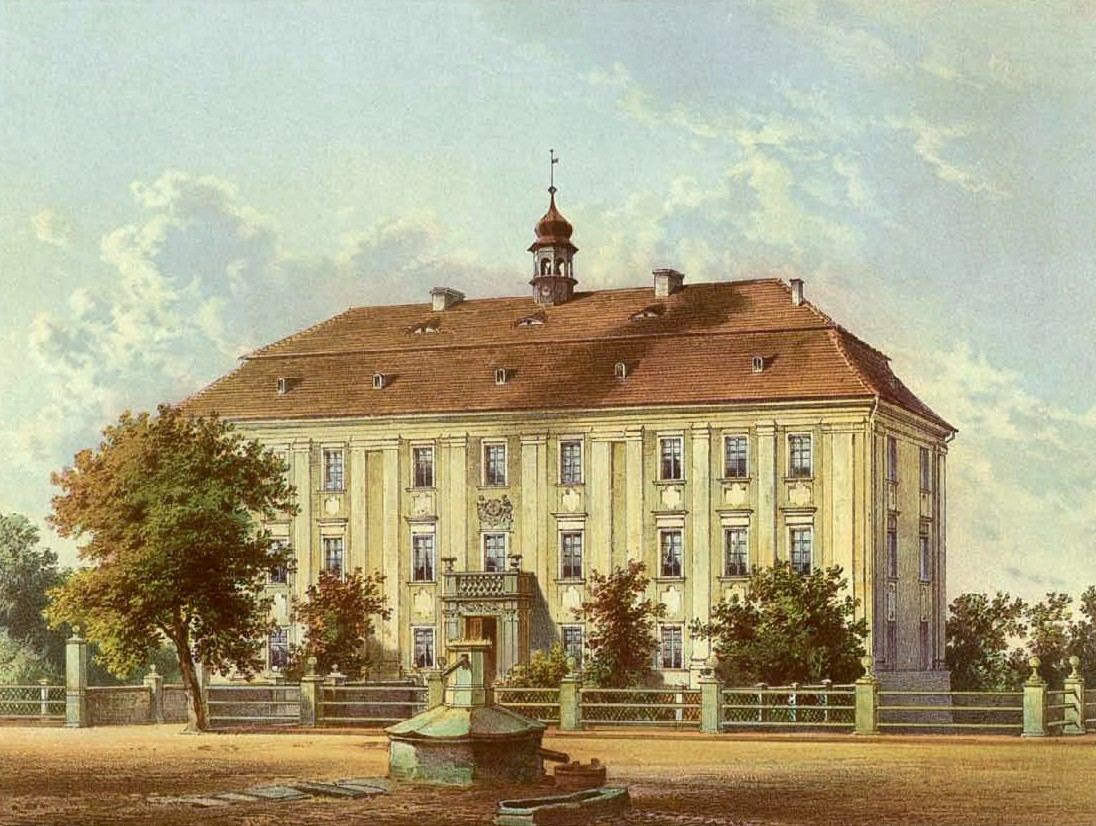
Rittergut Wättrisch um 1870, Sammlung Alexander Duncker

Schloss Wättrisch (polnisch Pałac w Sokolnikach) ist ein ehemaliges Wasserschloss in Sokolniki (deutsch Wättrisch) im Powiat Dzierżoniowski in der Woiwodschaft Niederschlesien in Polen.

## Geschichte
Ab 1662 waren die Herren von Lüttwitz Besitzer des Dorfes. Das heutige Schloss wurde von 1695 bis 1705 für Johann Ernst Freiherr von Pein und Wechmar, eigentlich Pein auf Wechmar, erbaut und mit seinem Wappen versehen, aber nicht gänzlich fertig gestellt. Dies wiederum wird Arnold Freiherr von Kichen und Freckleben zugesprochen. Spätere Besitzer waren u. a. die von Senitz und Rudelsdorf, die von Sandreczky und Sandraschütz, ab 1798 Karl Abraham Oswald von Czettritz und Neuhaus. Major Friedrich Schröter, Eigentümer ab 1862, ließ unweit des Schlosses den ersten Bismarckturm Preußens errichten. 
Letzter deutsche Eigentümer war durch Erbe die Familie von Scheliha. Ida von Scheliha, geb. Quoos (1843–1917), war lange die Eigentümerin des 272 ha-Guts-Anwesen und heiratete 1862 Hauptmann Ernst von Scheliha-Starrwitz (1834–1903). Von ihnen übernahm der jüngere Sohn Arthur von Scheliha (1870–1955), er war u. a. Rittmeister a. D., preuß. Ober-Regierungsrat und Landrat. Arthur von Scheliha war mit Anna von Boehn verheiratet und hatte mit ihr drei Kinder, Ilse, Günther und Manfred (1915–1942). Ilse von Scheliha hatte 1930 den Rechtsanwalt und Notar Ernst-Carl Freiherr von Gersdorff (1902–1977), Generalbevollmächtigter des vormals regierenden Preußischen Königshauses, geheiratet.
Als Folge des Zweiten Weltkriegs fiel Wättrisch zusammen mit dem größten Teil Schlesiens 1945 an die Volksrepublik Polen. Das Schloss wurde später als Arbeiterwohnheim genutzt.

## Bauwerk
Das Schloss ist dreigeschossig mit Mansardenwalmdach. Der Bau ist durch Kolossalpilaster gegliedert. Mittig befindet sich ein Portal mit darüber liegender Fenstertür mit dem Wappen der von Wechmar. Im Inneren haben sich Stuckdekorationen in der Schlosskapelle und in einem Saal im Obergeschoss erhalten.